# Paladi(II) fluoride
Palađi(II) fluoride, còn được gọi là palađi đifluoride, là hợp chất hóa học của palađi và flo với công thức PdF2.

## Tổng hợp
PdF2 được điều chế bằng cách hồi lưu "palađi(III) fluoride", PdF3, với selen tetrafluoride, SeF4:
Pd[PdF6] + SeF4 → 2PdF2 + SeF6

## Ứng dụng
Palađi(II) fluoride là một loại bột không hòa tan được sử dụng trong các cảm biến quang học hồng ngoại, và trong các phản ứng với oxy làm cho palađi(II) oxit không phù hợp.

## Hợp chất khác
PdF2 còn tạo một số hợp chất với NH3, như PdF2·2NH3 là chất rắn màu vàng hay PdF2·4NH3 là tinh thể không màu.